# Wolf (band)

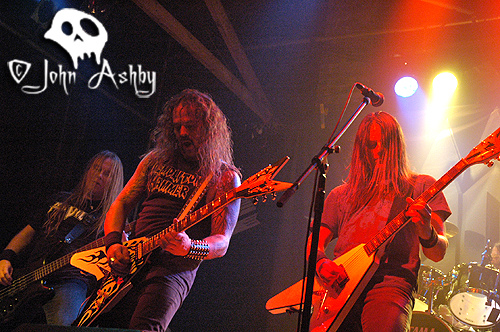
Wolf in 2009

Wolf is een heavymetalband uit Örebo, Zweden. De band ontstond in 1995 en heeft getoerd met onder meer Saxon, Tankard en Trivium.

## Bandleden

### Huidig
- Niklas Stålvind - zang, gitaar (sinds 1995)
- Anders G Modd - basgitaar (sinds 2007)
- Richard A Holmgren - drums (sinds 2008)
- Simon Johansson – gitaar (sinds 2011)

### Voormalig
- Henrik Y Johansson - gitaar (1999-2000)
- Johan Bülow - gitaar (2000-2002)
- Daniel Bergkvist - drums (1995-2005)
- Mikael Goding - basgitaar (1995-2007)
- Tobias Kellgren - drums (2005-2008)
- Johannes Losbäck - gitaar, achtergrondzang (2005-2011)

## Discografie

### Studioalbums
- Wolf (april 2000)
- Black Wings (januari 2002)
- Evil Star (februari 2004)
- The Black Fame (september 2006)
- Ravenous (februari 2009)
- Legions of Bastards (april 2011)
- Devil Seed (augustus 2014)
- Feeding the Machine (maart 2020)
- Shadowland (april 2022)

### Andere uitgaven
- Demo I (demo, 1995)
- Demo II (demo, 1996)
- In The Shadow Of Steel (single, 1999)
- The Howling Scares Me To Death (single, 1999)
- Moonlight (ep, 2001)
- Nightstalker (single, 2002)
- Wolf's Blood (single, 2004)